# Système électoral allemand

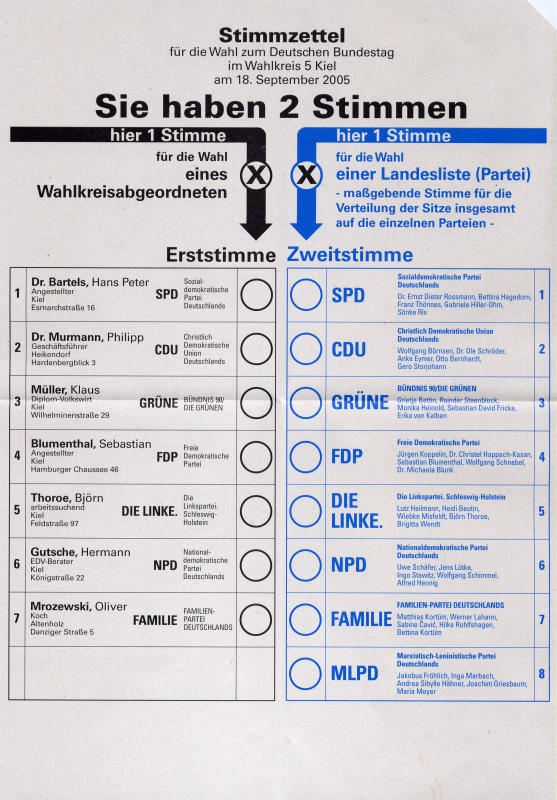
Bulletin de vote (2005).

Le système électoral allemand est un mode de scrutin proportionnel plurinominal où une partie des sièges du Bundestag est pourvue via le scrutin uninominal majoritaire à un tour.
Il s'agit d'une « représentation proportionnelle personnalisée », non d'un mode de scrutin mixte à proprement parler. Ces particularités ont contribué à la formation d'un système de partis original dans lequel coexistent deux partis dominants (en allemand : Volksparteien) et plusieurs « petits partis ».
La plupart des Länder ont une loi électorale équivalente. Seuls Brême, Hambourg et la Sarre ne disposent d'aucun mécanisme uninominal majoritaire.

## Fonctionnement général

Graphique représentant le système électoral allemand.

Le système électoral allemand est un scrutin proportionnel personnalisé. Sa mécanique prévoit que l'ensemble des sièges sont répartis à la représentation proportionnelle et qu'une partie soit pourvue dans des circonscriptions uninominales.
Concrètement, l'électeur dispose de deux voix, matérialisées par deux colonnes sur le bulletin de vote.
- Avec la première voix (en allemand : Erststimme ou Wahlkreisstimme), il vote en faveur d'un candidat dans sa circonscription.
- Avec la seconde voix (en allemand : Zweitstimme ou Listenstimme), il vote en faveur d'une liste de candidats présentée par un parti ou une association d'électeurs.

À l'issue du scrutin, l'intégralité des sièges à pourvoir est répartie à la proportionnelle des secondes voix. Il ne s'agit donc pas d'un mode de scrutin mixte où une partie des députés seulement est élue à la proportionnelle.
En Sarre, l'électeur ne dispose que d'une seule voix. En Bavière, la répartition proportionnelle se fait par l'addition des secondes voix reçues par chaque parti et des premières voix reçues par l'ensemble des candidats. À Brême, l'électeur dispose de cinq voix. À Hambourg, il dispose de dix voix.

### Système de répartition et d'attribution
Les mandats de circonscription (en allemand : Direktmandate) sont pourvus au scrutin uninominal majoritaire à un tour : le candidat arrivé en tête l'emporte, peu importe le nombre de voix remportées. Ainsi aux élections fédérales de 2021, Lars Rohwer (CDU) est élue au Bundestag avec 18,6 % des voix dans la 160e circonscription fédérale.
La répartition de l'intégralité des sièges se fait au scrutin proportionnel plurinominal. Au Bundestag comme aux différents Landtage, un plancher électoral (en allemand : Sperrklausel, littéralement « clause restrictive ») est appliqué. Il est fixé à 5 % des suffrages exprimés (en allemand : 5-Prozent-Hürde). À l'exception de Brême, le plancher s'applique sur l'ensemble du territoire de représentation du parlement. Au Bundestag, un parti qui remporte au moins trois sièges de circonscription est exempté du seuil électoral.
La répartition des sièges se déroule en deux étapes :
1. L'ensemble des sièges est réparti en fonction de la proportion des « deuxièmes voix » ;
2. Les sièges obtenus par un parti sont pourvus en priorité par les candidats ayant obtenu un mandat de circonscription ;
3. Les sièges restant à pourvoir le sont par les candidats inscrits sur la liste du parti, dans l'ordre fixé par ce dernier.
  1. En Bavière, l'électeur peut émettre un vote préférentiel, à Brême jusqu'à cinq et à Hambourg jusqu'à dix. Les sièges de liste sont pourvus en priorité par les candidats bénéficiant du plus grand nombre de voix de préférence.

Le SPD et la CDU/CSU, les deux grands partis allemands (Volksparteien), obtiennent la majorité de leurs députés via les sièges de circonscription, à l'inverse des petits partis. Ainsi, lors des élections fédérales de 2021, le SPD obtient 121 sièges de circonscription sur 206 députés, et la CDU/CSU 143 sièges de circonscription sur 197 députés. À l'inverse, l'intégralité des 92 députés du FDP est issue des listes régionales.

### Mandats surnuméraires
En suivant cette procédure, il est tout à fait possible qu'un parti remporte plus de mandats grâce aux circonscriptions que les secondes voix ne lui en attribuent à la proportionnelle. On parle alors de « mandats surnuméraires » (en allemand : Überhangmandate). Le nombre de sièges au Bundestag, légalement fixé à 598 à partir des élections de 2002, est ainsi de 736 à l'issue des élections de 2021.
Des mandats surnuméraires sont très probables aux élections des Landtage de Rhénanie-du-Nord-Westphalie et Basse-Saxe car leur taux de mandats uninominaux est respectivement de 71 % et 66 %. Ainsi depuis 1994, le Landtag de Basse-Saxe n'a jamais compté le nombre de sièges fixé par la loi électorale.
En cas de présence de mandats surnuméraires, des « mandats compensatoires » (en allemand : Ausgleichmandate) sont établis et attribués aux autres partis, afin de rétablir la proportionnalité de la composition de l'assemblée. Ainsi, lors des élections législatives régionales de 2012 en Rhénanie-du-Nord-Westphalie, le SPD remporte 23 mandats surnuméraires, aussi 33 mandats compensatoires sont créés et la taille finale du Landtag passe de 181 à 237 sièges.
Du fait de ce système, Wolfgang Böhmer (CDU), ministre-président de Saxe-Anhalt entre 2002 et 2011, échoue en 2002 puis 2006 à être élu au Landtag : alors qu'il ne postulait qu'en tête de liste de son parti, ce dernier avait obtenu des mandats surnuméraires et donc aucun siège ne devait être pourvu par les candidats de liste.
En 2023, le Bundestag a réformé sa loi électorale en fixant à 630 son nombre total de députés. En cas de « mandats surnuméraires », certains députés de circonscription ne seront pas autorisés à siéger afin de respecter le nombre de sièges et la répartition proportionnelle issue des deuxièmes voix, ce qui supprime de facto les « mandats compensatoires ».

## Élections fédérales

### Circonscriptions
L’Allemagne est divisée en 299 circonscriptions selon les règles suivantes fixées au paragraphe 3 de la loi électorale du 23 juillet 1993 (Bundeswahlgesetz).
- Aucune circonscription ne peut réunir des parties de deux Länder différents.
- Le nombre de circonscriptions de chaque Land doit être égal à la proportion de sa population de nationalité allemande.
- La population de nationalité allemande de chaque circonscription doit représenter entre 75 % et 125 % de la population moyenne de toutes les circonscriptions. Il est préférable qu’elle soit entre 85 % et 115 %.
- Les circonscriptions ne doivent pas comprendre d'enclaves ou exclaves.
- Les limites des arrondissements et communes doivent être respectées si possible.

Les limites des circonscriptions sont fixées par loi du 11 mars 2005 (bulletin fédéral des lois section I page 674) :
| Land                               | Numéros   | Nombre |
| ---------------------------------- | --------- | ------ |
| Schleswig-Holstein                 | 1 à 11    | 11     |
| Mecklembourg-Poméranie-occidentale | 12 à 17   | 6      |
| Hambourg                           | 18 à 23   | 6      |
| Basse-Saxe                         | 24 à 53   | 30     |
| Brême                              | 54 et 55  | 2      |
| Brandebourg                        | 56 à 65   | 10     |
| Saxe-Anhalt                        | 66 à 74   | 9      |
| Berlin                             | 75 à 86   | 12     |
| Rhénanie-du-Nord-Westphalie        | 97 à 150  | 64     |
| Saxe                               | 151 à 166 | 16     |
| Hesse                              | 167 à 188 | 22     |
| Thuringe                           | 189 à 197 | 9      |
| Rhénanie-Palatinat                 | 198 à 212 | 15     |
| Bavière                            | 213 à 257 | 45     |
| Bade-Wurtemberg                    | 258 à 295 | 38     |
| Sarre                              | 296 à 299 | 4      |

### Conditions pour former un groupe parlementaire
Un groupe parlementaire (Fraktion) au Bundestag peut être formé par au moins cinq pour cent des membres du Parlement qui appartiennent à un même parti. Des partis de programmes similaires qui ne se concurrencent dans aucun Land (actuellement CDU et CSU) sont considérés comme un seul parti. La formation d'un groupe parlementaire qui ne respecte pas ces règles réclame l'autorisation du Bundestag.